# Dicranomyia exaeta
Dicranomyia exaeta là một loài ruồi trong họ Limoniidae. Chúng phân bố ở vùng Tân nhiệt đới.